# 김상호 (축구인)
김상호(金相鎬, 1964년 10월 5일~)는 대한민국의 광주광역시 출신의 축구 감독으로 과거 포항 스틸러스와 전남 드래곤즈에서 선수로 활동하였고, 현재 칼빈대학교 축구부의 축구 감독이다.

## 축구인 경력

### 클럽팀 경력
김상호는 1987년 포항제철 아톰즈에 입단했다. 1987년 3월 28일 현대 호랑이와의 경기에서 K리그 데뷔전을 치렀다. 1987년 4월 19일 럭키금성 황소와의 경기에서 K리그 데뷔골을 기록했다.
1995년, 전남 드래곤즈에 입단했다.

### 대한민국 U-20 축구 국가대표팀 감독
2014년 AFC U-19 챔피언십 감독으로 부임하여 서명원, 김영규, 백승호 등이 포함된 U-19 대표팀을 이끌고 베트남전을 6:0으로 이겨 좋은 출발을 보이는 듯했으나, 중국전 0:0 무승부, 일본전에서 1:2로 패하며, 최종적으로 1승 1무 1패라는 성적을 거두며 조 3위로 조별리그에서 14년 만에 예선 탈락하였다.

### 상하이 선신 감독
2015년 12월 5일 김상호는 마이클 김 (수석코치), 김봉주(골키퍼코치)와 같이 중화인민공화국 지아리그(갑급리그) 소속 상하이 선신과 감독직 계약을 체결하였다.
하지만 성적 부진으로 인해 2016년 5월 경질되었다.